# Vergons
Vergons ist eine französische Gemeinde mit 114 Einwohnern (Stand 1. Januar 2022) im Département Alpes-de-Haute-Provence in der Region Provence-Alpes-Côte d’Azur. Sie gehört zum Arrondissement Castellane und dort zum Kanton Castellane. Die Gemeinde ist Mitglied im Gemeindeverband Alpes Provence Verdon.

## Bevölkerungsentwicklung
| Jahr                 | 1793 | 1846 | 1896 | 1954 | 1962 | 1968 | 1975 | 1982 | 1990 | 1999 | 2008 | 2012 |
| Einwohner            | 453  | 481  | 403  | 118  | 88   | 95   | 72   | 80   | 108  | 108  | 125  | 116  |
| Quelle ab 1962=INSEE |      |      |      |      |      |      |      |      |      |      |      |      |

## Sehenswürdigkeiten
Vergons wird überragt von zwei der höchsten Gipfel der Region, im Norden vom markanten Pic de Chamatte (1879 m) und im Süden vom Sommet de la Bernarde (1941 m).

## Weblinks

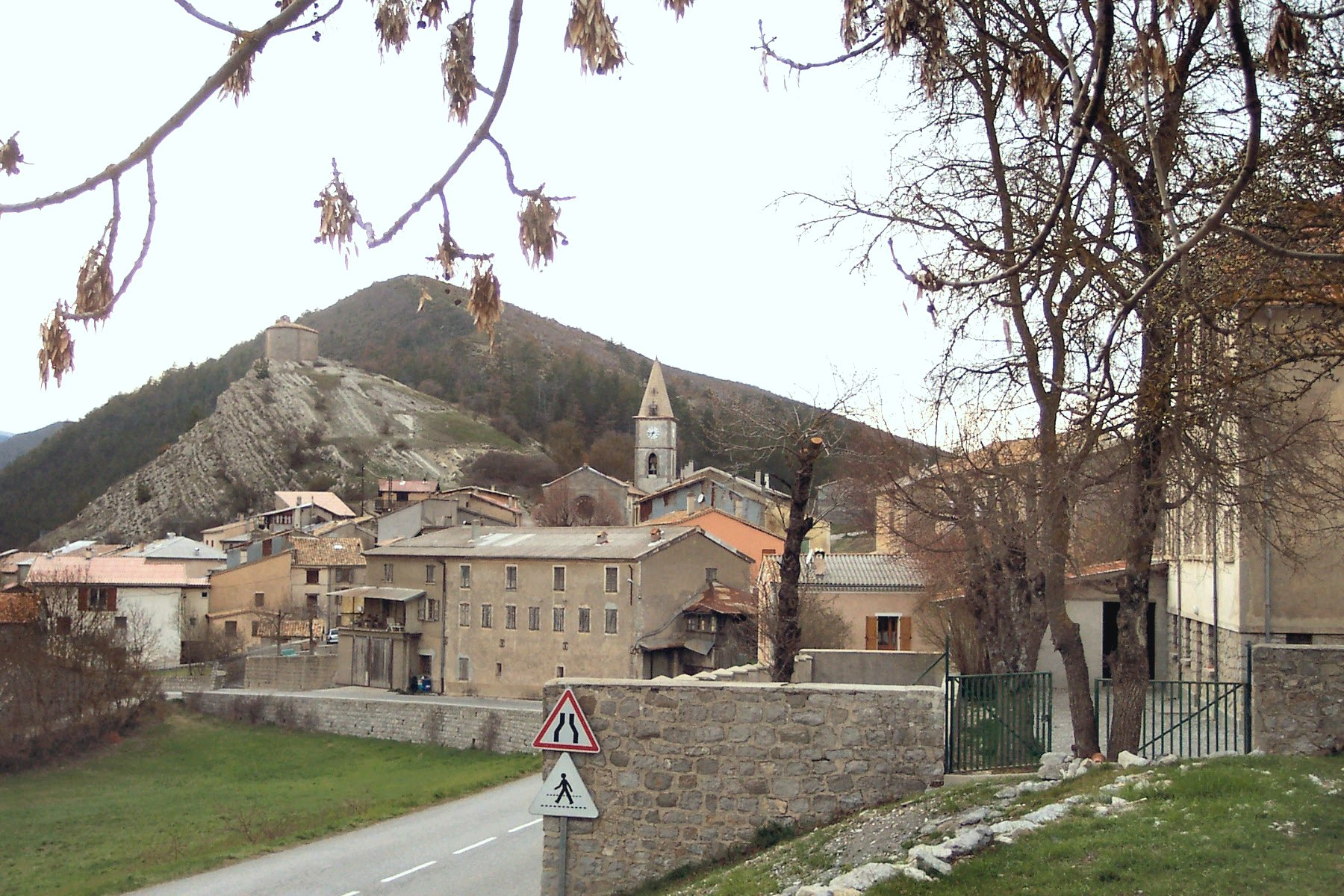
Blick auf Vergons